# السيد الرئيس
سيدي الرئيس Mr. President هو لقب يحمله الشخص الذي يتولى منصب رئاسة الجمهورية، ويقال للمرأة إذا تولت المنصب «سيدتي الرئيسة» Madam President. أول من استخدمه جورج واشنطن أول رئيس للولايات المتحدة الأمريكية لكي يكون لقبه كرئيس للجمهورية الوليدة. وقد استخدمت حكومات أخرى اللقب لتطلقه على من يرأس الدولة. وللقب تاريخ طويل. ويترجم اللقب الإنجليزي إلى مقابله في اللغات الأخرى فتجد الفرنسيين يقولون «مسيو لو بريزيدون» Monsieur le Président في مخاطبة الرئيس الفرنسي.

## التاريخ
كان توماس هانغرفورد الذي أصبح أول رئيس لمجلس العموم في عام 1376، أول من استخدم هذه الصيغة Mr. Speaker (حيث كلمة speaker في البرلمان تعني رئيس البرلمان)، وبعد استخدم رؤساء مجلس العموم ذلك اللقب. وانتقل ذلك الاستخدام إلى البرلمان الفرنسي. ففي القرن الثامن عشر كان رئيس البرلمان الفرنسي يلقب بالسيد الرئيس Monsieur le Président. وقد ورد في رواية لبيير لاكلو بعنوان «علاقات غرامية خطرة» في عام 1782، أن أشير إلى زوجة قاض في البرلمان بلقب «سيدتي الرئيسة دو تورفل» Madame la Présidente de Tourvel.
وفي عام 1787 لم يحدد دستور الولايات المتحدة كيفية مخاطبة الرئيس. فحين أدى جورج واشنطن اليمين كأول رئيس للولايات المتحدة في عام 1789 استخدم لقب «عظمة معالي رئيس الولايات المتحدة وحامي حرياتها»، وهو لقب استخدم اللجنة البرلمانية لمدة شهر. وقد انتقد هذا اللقب لكونه يوحي بالملكية. فوافق جورج واشنطن على أن يطلب من جيمس ماديسون ومجلس النواب الأمريكي، أن يتغير اللقب إلى السيد الرئيس. وقد كان جون آدمز أول نائب رئيس للولايات المتحدة وثاني رئيس لها، يشعر أن اللقب الجديد لا يختلف كثيرا عن اللقب السابق وأنه ملأ فراغ الهيبة، ولكنه في رأيه لم ينجح في الحلول مكانه.
وحين تأسست الجمهورية الفرنسية الثانية في عام 1848، أطلق لقب السيد الرئيس على رئيس الجمهورية الفرنسية. وكذلك في كندا عام 1867 حين تأسس مجلس العموم الكندي، أطلق لقب السيد الرئيس باللغة الفرنسية على رئيس المجلس.

## طريقة الاستخدام
لا يستخدم اللقب إلا حين مخاطبة الرئيس نفسه. فمثلا إذا تحدثنا عن باراك أوباما لا نقول «السيد الرئيس باراك أوباما قام بكذا...»، وإنما نقول «الرئيس الأمريكي باراك أوباما قام بكذا». فهذا اللقب لا يستخدم إلا عند مناداة الرئيس وتوجيه الحديث إليه، فنقول: «عيد ميلاد سعيد، سيدي الرئيس».

## زوجة الرئيس
وفي الولايات المتحدة كانت زوجة الرئيس جورج واشنطن مارثا واشنطن يطلق عليها «ليدي واشنطن». وفي الخمسينات من القرن الثامن عشر في الولايات المتحدة تحول لقب ليدي من كونه توقيرا واحتراما إلى أن يكون لقبا رسميا، فاستخدم لقب «السيدة الأولى». واكتسب اللقب شعبية أثناء الحرب الأهلية الأمريكية. وقد ذكر الرئيس زكاري تيلور في عام 1849 دولي ماديسون زوجة الرئيس جيمس ماديسون، في ذكرى وفاتها قائلا: «حقا لقد كانت سيدتنا الأولى لنصف قرن».